# Bothrops germanoi
Bothrops germanoi — вид отруйних змій підродини ямкоглових (Crotalinae) родини гадюкових (Viperidae). Описаний у 2022 році.

## Поширення
Ендемік Бразилії. Поширений лише на острові Ілья-да-Моела, що розташований приблизно за 2,5 км від узбережжя штату Сан-Паулу.